# 7355 Bottke
7355 Bottke este un asteroid din centura principală de asteroizi.

## Descriere
7355 Bottke este un asteroid din centura principală de asteroizi. A fost descoperit pe 25 aprilie 1995 la Kitt Peak National Observatory în cadrul proiectului Spacewatch. El prezintă o orbită caracterizată de o semiaxă mare de 2,26 ua, o excentricitate de 0,17 și o înclinație de 7,7° în raport cu ecliptica.